# Кое-что о Марте
«Кое-что о Марте» (оригинальное название англ. Martha, Meet Frank, Daniel and Laurence) — британская романтическая комедия, снятая режиссёром Ником Хэммом в 1998 году. В главных ролях — Моника Поттер и Джозеф Файнс. Сценарий Питера Моргана рассказывает о трёх живущих в Лондоне друзьях детства, каждый из которых отдельно от других случайно встретил одну и ту же американскую туристку.

## Сюжет
Марта, уставшая от своей бесперспективной работы в агентстве по аренде автомобилей в Миннеаполисе, увольняется и, получив свою последнюю зарплату, тратит эти деньги на самый дешёвый (из доступных ей) международный авиабилет — в Лондон. В аэропорту она встречает Дэниела, являющегося успешным руководителем музыкального лейбла, который в тайне от Марты принимает меры, чтобы её перевели в салон первого класса на место рядом с ним. Но Марта, воспользовавшись представившейся возможностью, продаёт билет другой пассажирке. Когда Дэниел обнаруживает, что его соседкой по креслу вместо девушки его мечты оказалась ужасно громкая женщина, он перебирается в салон эконом-класса и занимает свободное место рядом с Мартой. Перед приземлением в Лондоне Дэниел предлагает Марте за счёт его компании поселиться в шикарном люксе роскошного отеля в обмен на совместный обед.
Серия воспоминаний о прошлом и рассказов о будущем повествует о том, как Лоуренс, бывший чемпион по бриджу, а ныне учитель по этой игре для богатых старушек, отправился в аэропорт, чтобы забрать Дэниела, но разминулся с ним, потому что рейс приземлился раньше. Вместо встречи с Дэниелом Лоуренс сталкивается с Мартой, которая, в поисках выхода, ударяет его тележкой с багажом. Марта, пользуясь плохим самочувствием Лоуренса, садится за руль его автомобиля и уезжает в город вместе с ним, договорившись рассчитаться ужином. Между Мартой и Лоуренсом возникает взаимное влечение, но пока она находится в ванной, в номер доставляют букет цветов от Дэниела, и, когда Лоуренс видит имя своего друга на прикреплённой к цветам открытке, то уходит без объяснения причин.
На следующий день Марта встречает в парке Фрэнка, который сбежал с прослушивания и пришёл в парк, надеясь найти утешение в виски. Услышав от Марты о Дэниеле, Фрэнк понимает, кто она такая, и тут же звонит Лоуренсу, чтобы похвастаться тем, что он собирается сделать Марту своей любовной победой. Фрэнк ведёт девушку в ближайшую художественную галерею. Там Марта ускользает от него и направляется к выходу, где сталкивается с Лоуренсом, который разыскивал её и Фрэнка. Лоуренс приглашает Марту в свою квартиру, и та соглашается.
Разрываясь между дружеской верностью Дэниелу и любовью к Марте, Лоуренс рано утром обращается за советом к своему соседу Педерсону, которого ошибочно считает психиатром. Проснувшаяся Марта видит фотографию всех трёх друзей вместе и приходит к выводу, что она стала целью тщательно продуманного розыгрыша. Чтобы отомстить, она по отдельности приглашает каждого из мужчин встретиться с ней за завтраком. Когда все трое являются на свидание с цветочными букетами, между Дэниелом и Фрэнком начинается драка. Лоуренс видит убегающую Марту, но не может её догнать. Отчаявшись, он идёт в туристическое агентство и тратит оставшиеся деньги (99 фунтов стерлингов) на покупку авиабилета на ближайший доступный ему по средствам рейс. Это оказывается рейс в Рейкьявик. На контроле его объявляют выигравшим билет в первый класс, а когда он садится в самолёт, то видит ожидающую его Марту, которая и оплатила повышение класса билета Лоуренса.

## В ролях
| Актёр         | Роль     |
| ------------- | -------- |
| Моника Поттер | Марта    |
| Руфус Сьюэлл  | Фрэнк    |
| Рэй Уинстон   | Педерсон |
| Джозеф Файнс  | Лоуренс  |
| Том Холландер | Дэниел   |

## Продакшн
Съёмки фильма проходили в Миннеаполисе, в аэропорту Станстед в Эссексе, а также в различных местах Лондона, включая парк Баттерси, отель Блейкс в Южном Кенсингтоне и Саут-Банк.
Саундтрек включает «Halo» группы Texas, «Brown Paper Bag» Рони Сайза, «Fall in Love with Me» коллаборации Booth and the Bad Angel, «Fools Like Us» группы Echo & the Bunnymen, «Tape Loop» группы Morcheeba, и «I Only Want to Be with You» певицы Дасти Спрингфилд.
В США фильм вышел в прокат под названием «The Very Thought of You».

## Отзывы и критика
На Rotten Tomatoes рейтинг одобрения составляет 33 % на основе 9 обзоров со средней оценкой 4,8 балла из 10. На Metacritic фильм получил оценку 43 % («смешанные или средние отзывы») на основе 10 обзоров.
Стивен Холден отозвался о фильме на страницах The New York Times следующим образом:

…один из тех жеманно смонтированных фильмов, которые постепенно заполняют пробелы в своей истории, периодически возвращаясь назад, чтобы повторить сцену с добавлением новой важной информации… Для того, чтобы стать остроумной, комедии требовался сценарист, равный талантом Ноэлу Кауарду. Несмотря на то, что основная линия сюжета получилась по-ситкомовски хитроумной, диалоги оказались скучными. Единственным (среди претендентов на любовь Марты) персонажем с ярко выраженной индивидуальностью оказался исполненный Холландером тщеславный и капризный Дэниел, чьё эго нуждается в уменьшении. В роли застенчивого и косноязычного Лоуренса, которому нужны уроки самоутверждения, Файнсу не хватило жизнерадостного блеска и комического дара Хью Гранта, которые могли бы оживить эту роль. Что касается Марты мисс Поттер, её персонаж является выдумкой, которую даже мисс Робертс со всеми её уловками не смогла бы сделать правдоподобной.Оригинальный текст (англ.)…one of those coyly edited movies that fills in the mystifying gaps in its story by periodically doubling back to repeat a scene with new crucial information added… To maintain its fizz, a comedy like The Very Thought of You requires the spicy contemporary equivalent of Noël Coward banter. But if the story is a clever sitcomy contraption, the dialogue is pedestrian. Among the contestants for Martha’s love, the only character with a distinctive personality is Hollander’s vain, petulant Daniel, whose ego is in need of puncturing. As the shy, tongue-tied Laurence, who needs lessons in self-assertion, Fiennes lacks the debonair twinkle and the comic timing of Hugh Grant, who might have made the role come alive. As for Ms. Potter’s Martha, the character is a fabrication that not even Ms. Roberts with all her wiles could have made believable.— 
Дерек Элли написал в журнале Variety: «Отсутствие настоящей химии между главными героями и неустойчивая режиссура Ника Хэмма ослабили многообещающий в остальном сценарий Питера Моргана». Он также назвал фильм «в некотором отношении версией 90-х годов комедии Ричарда Лестера 60-х „Сноровка“».

## Кассовые сборы
Фильм собрал 1,4 миллиона фунтов стерлингов (2,3 миллиона долларов) в Великобритании и 3 миллиона долларов по всему миру.